# Geertruidenberg (plaats)
Geertruidenberg (uitspraakⓘ, Bergs: Dun Bèrrig) is een stad en hoofdplaats van de gelijknamige gemeente, gelegen in de Nederlandse provincie Noord-Brabant.

## Ligging en nabijgelegen kernen
De stad Geertruidenberg ligt aan de westzijde in een bocht van de Donge. Tegenover de stad ligt de plaats Raamsdonksveer, ten westen grenst Geertruidenberg aan Drimmelen en Made. Het meest zuidwestelijke puntje van de plaats ligt tegen Oosterhout aan.
De dichtstbijzijnde grote steden zijn het zuidelijker gelegen Breda en het noordwestelijker gelegen Dordrecht.

## Toponymie
De naam Geertruidenberg of Mons Sanctae Gertrudis is vernoemd naar de Heilige Gertrudis van Nijvel. De stad kreeg deze naam in 1220.

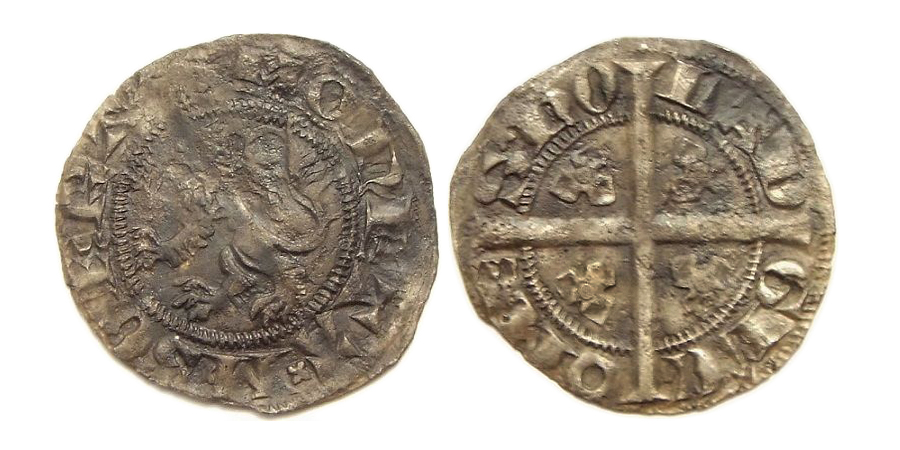
¼ Groot van Willem IV, Graaf van Holland (1337-1345), geslagen te Geertruidenberg.

## Geschiedenis
De stad ontleent haar naam aan Gertrudis van Nijvel, die hier in de zevende eeuw op een berg (heuvel) een klooster zou hebben gesticht. In de stad zijn echter geen sporen van bewoning aangetroffen van voor de elfde eeuw. In werkelijkheid lagen hier bezittingen van de Abdij van Nijvel.

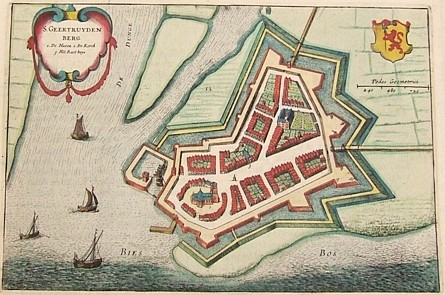
Kaart 1649

Geertruidenberg maakte aanvankelijk deel uit van het graafschap Holland. In 1213 kreeg de plaats zijn eerste stadsrechten, zijnde het marktrecht. In 1320 kreeg de stad hier uitbreiding op en kon ze vestingwerken aanleggen. Een verdere uitbreiding in de 14e eeuw was het muntrecht, de grafelijke munt werd in de stad gevestigd. Vanwege de strategische ligging kon de plaats zich voorspoedig ontwikkelen, hij werd wel de 'Sleutel van Holland' genoemd. In 1269 trouwde graaf Floris V in Geertruidenberg met Beatrijs, de jongste dochter van de graaf van Vlaanderen.
Omstreeks 1320 verwierf Willem van Duivenvoorde het schoutsambt van Geertruidenberg, hij bouwde er ook een kasteel. In 1336 werd het Kartuizerklooster van Geertruidenberg gesticht, het ging in 1573 ten onder vanwege de troebelen van de Tachtigjarige Oorlog. Bij het ontstaan van het Koninkrijk Holland in 1806 werd een nieuwe departementale indeling ingevoerd. Geertruidenberg ging deel uitmaken van het Departement Brabant. Tot dat moment was het de oudste stad van Holland geweest. Hierna nam Dordrecht, dat in 1220 haar eerste stadsrecht verkreeg, deze positie over.
Aan de bloeiperiode kwam reeds een einde met de verovering in 1420 door het Kabeljauwse Dordrecht en de Sint-Elisabethsvloed van 1421. De stad werd zwaar beschadigd, verloor haar handelsfunctie en raakte veel van haar voorrechten kwijt. Daartegenover ontwikkelde zich nu de riviervisserij en werd Geertruidenberg een belangrijke marktplaats voor zalm, steur en elft.

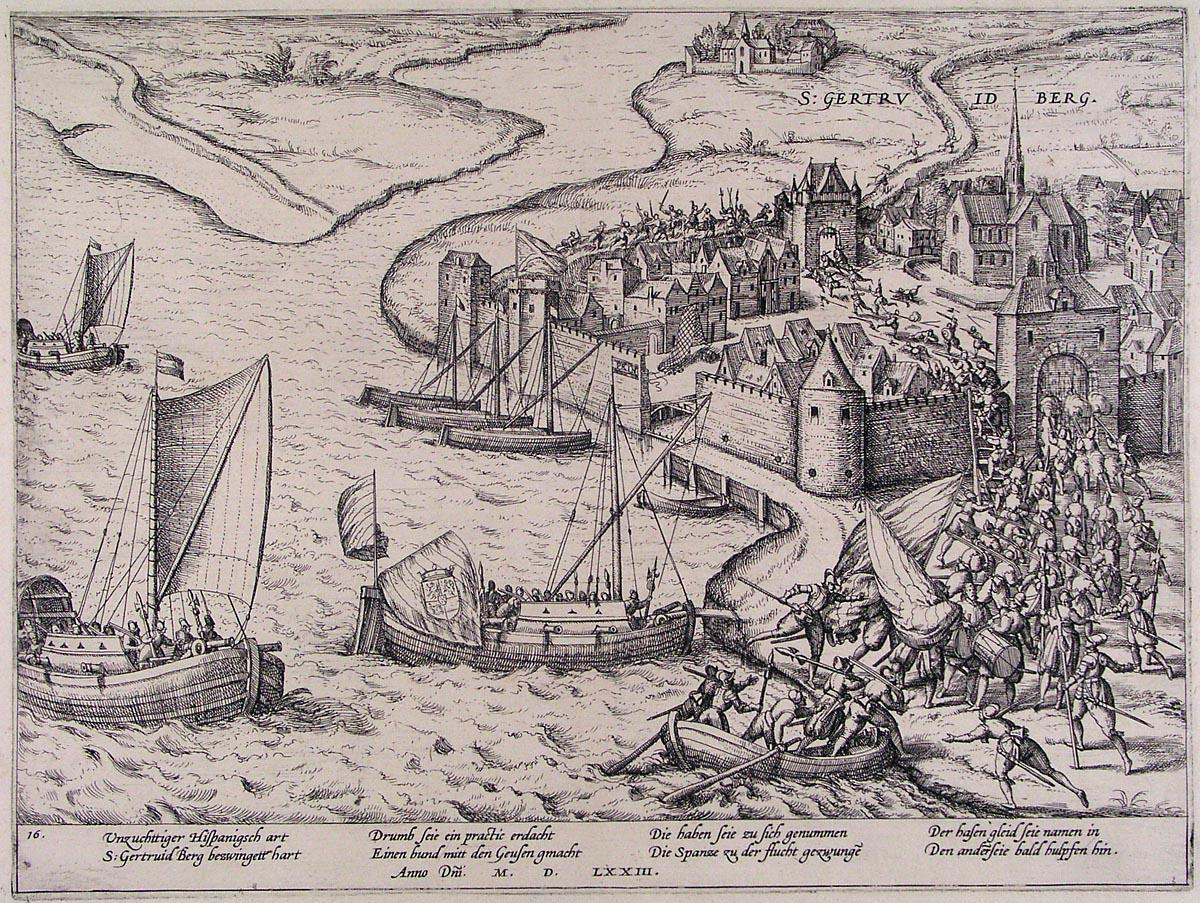
Inname van Geertruidenberg door de Geuzen in 1573, Frans Hogenberg, Museum Boijmans Van Beuningen.

De strategische ligging maakte Geertruidenberg ook een gewild bezit voor elkaar bevechtende mogendheden. Zo wisten tijdens de Tachtigjarige Oorlog de Spanjaarden de stad in 1589 te kopen van de Engelsen, die eigenlijk aan de zijde van de jonge Republiek vochten. Vier jaar later in 1593 heroverde Prins Maurits de stad weer tijdens het Beleg van Geertruidenberg. Geertruidenberg maakte nu weliswaar geen deel uit van de Generaliteitslanden, maar lag wel op de grens ervan en mede daardoor zeer excentrisch ten opzichte van Holland, waar het deel van uitmaakte. Hieronder leed de economie van het stadje. In de tweede helft van de 18e eeuw werd Geertruidenberg een garnizoensstad. Dit gaf de economie een impuls. Einde 18e eeuw werd de stad echter ingenomen door de Fransen.
In 1807 werd de stad van Holland losgekoppeld. Met de vorming van het Verenigd Koninkrijk der Nederlanden in 1815 werd Geertruidenberg onderdeel van de provincie Noord-Brabant. De omwalling werd in 1823 gesloopt, maar in 1833 werd de stad opnieuw versterkt, vanwege de Belgische Opstand. In 1911 werd de vesting opgeheven, waarna zich nabij het stadje industrie kon vestigen. Een deel van de vestingwerken zijn bewaard gebleven en in 1957 gerestaureerd.
Na 1950 breidde het stadje zich uit met nieuwbouwwijken in het westen, na 1985 in het noorden (aan de Donge) en na 2004 in het zuiden op het voormalige spoorwegemplacement. Tot 1950 had Geertruidenberg een treinstation voor passagiersvervoer gelegen langs de spoorlijn Lage Zwaluwe - Waalwijk - 's-Hertogenbosch, het bleef nog enige tijd in gebruik voor goederenvervoer. Het stationsgebouw werd rond 1965 gesloopt en na 1985 werden ook de spoorrails verwijderd.

## Bezienswaardigheden

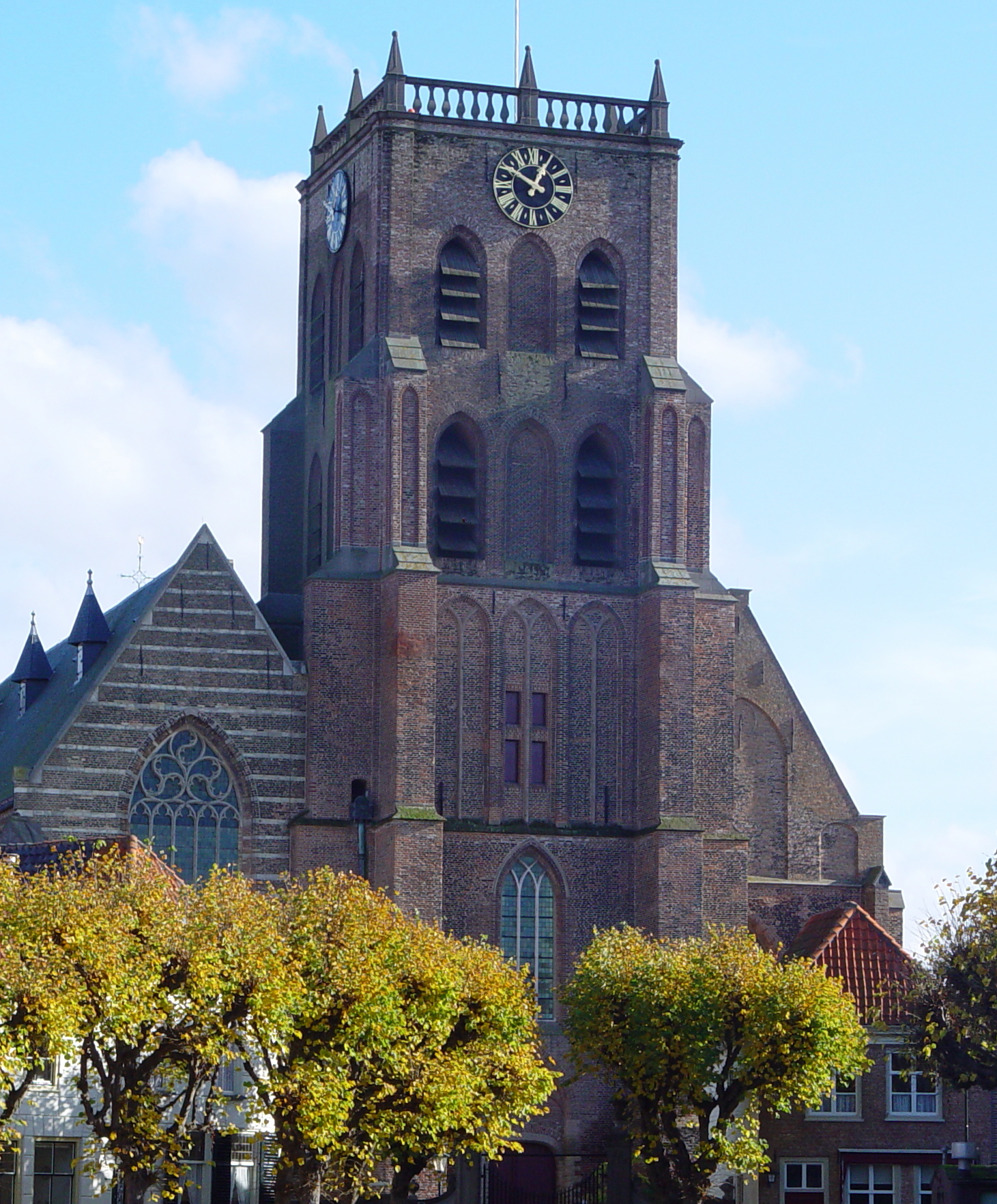
Geertruidskerk op de Markt in Geertruidenberg

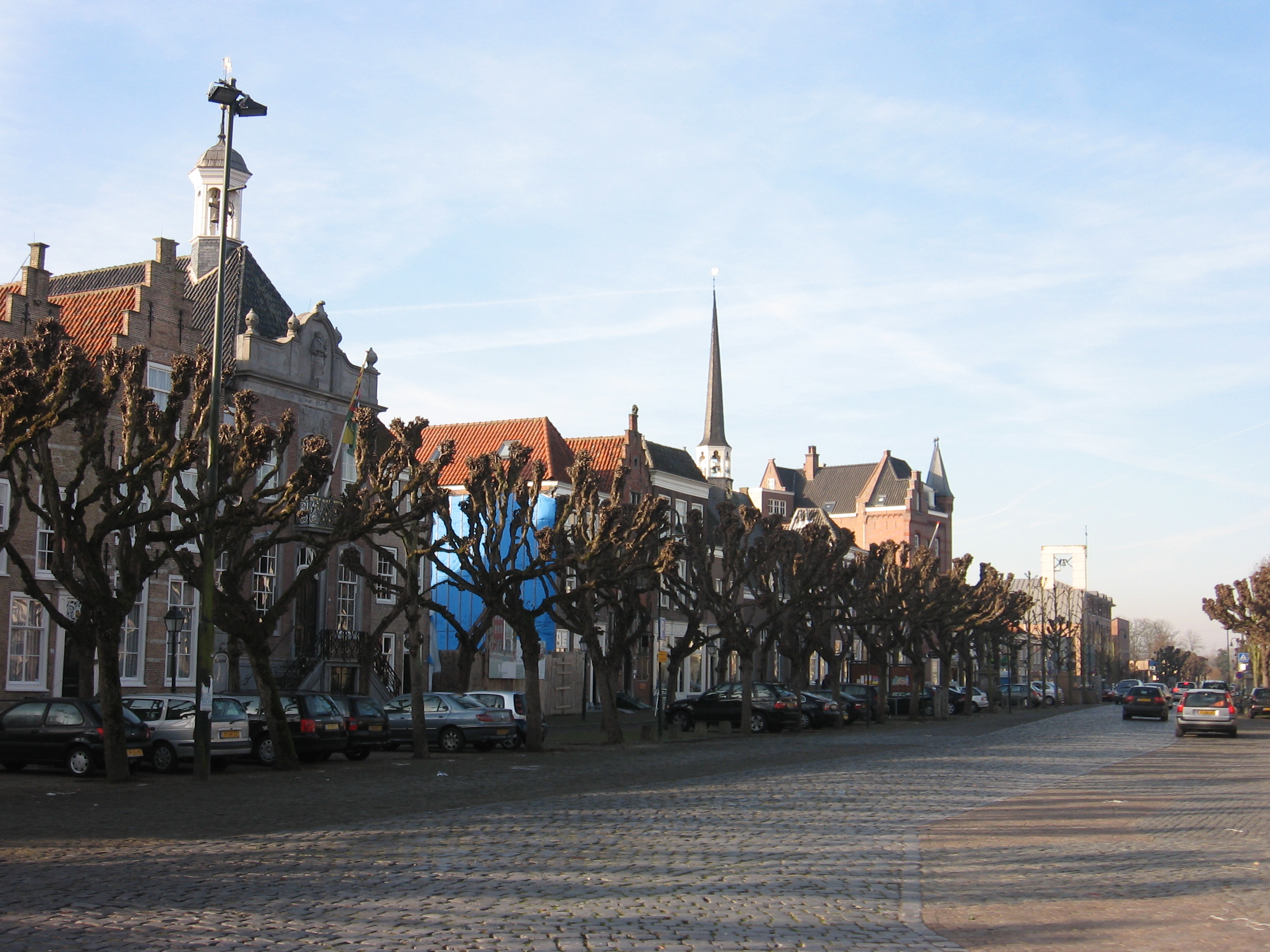
Markt

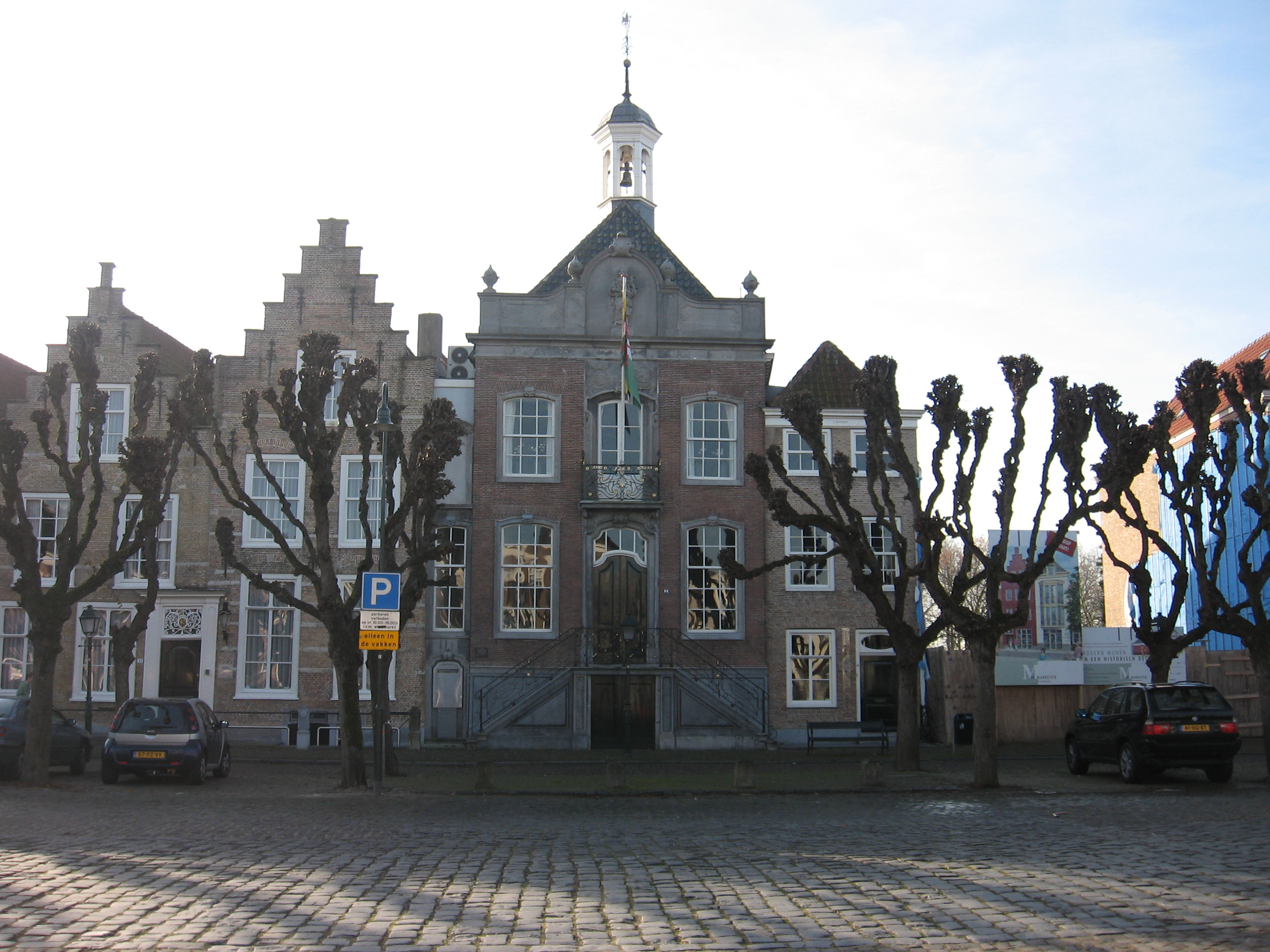
Stadhuis

- De Markt te Geertruidenberg telt vele monumentale panden met onder andere oude koopmanshuizen.
- De Geertruidskerk, een laatgotische kruiskerk, aan Elfhuizen 3.
- De voormalige synagoge, aan Elfhuizen 1, uit 1874.
- Het Oudemannen- en Vrouwenhuis bevindt zich aan de Gasthuisstraat 10-34. Het middengedeelte (1775-1778) werd ontworpen door Philip Willem Schonck met beeldhouwwerk van Guilliam Carrier. Deze heeft waarschijnlijk ook de beelden van een oude man en een oude vrouw aan de achtergevel vervaardigd. De zijvleugels stammen uit 1888. In het gebouw bevindt zich een regentenkamer met de oorspronkelijke schouw en meubilair.
- Het Voormalig weeshuis aan de Markt 52 is ontstaan vanuit een gasthuiskapel uit 1483. In 1681 werd deze verbouwd tot weeshuis, waarbij enkel het tweebeukige schip bewaard bleef. Van 1771-1772 werd een voorgevel geplaatst, die ontworpen was door Philip Willem Schonck. Het natuursteenwerk werd verzorgd door Guilliam Carrier.
- Het Stadhuis, aan de Markt 32-34, in huidige vorm begin-16e-eeuws.
- De Vishal, aan de Vismarktstraat, werd in 1772 gebouwd naar ontwerp van Philip Willem Schonck. Het is een open vierkant gebouwtje met mansardedak, dat een koepeltje heeft en rust op hardstenen zuilen, die met bogen verbonden zijn.
- Geertruidenberg bezit vijf stadspompen. Twee ervan bevinden zich op de Markt. Het zijn hardstenen pompen, hoogstwaarschijnlijk ontworpen door Guilliam Carrier en uitgevoerd in Lodewijk XV-stijl. Ze dateren uit 1767 en werden gerestaureerd en vernieuwd in 1971. In de Koestraat, Venestraat en aan de Vismarktstraat staan eveneens hardstenen pompen die dateren van het einde der 18e eeuw.
- De katholieke Sint-Gertrudiskerk, aan de Venestraat 16, werd gebouwd in 1865 naar ontwerp van Carl Weber. Het gebouw werd in 1963 vervangen door een modernistische kerk van Frits Peutz. Het was een rechthoekige zaalkerk, geflankeerd door een toren met een bekroning van gewapend beton. Ten gevolge van betonrot moest ze in 1996 worden gesloten. Ze werd gesloopt in 1997 om plaats te maken voor woningen en een kleinere kapel.
- De overblijfselen van de vestingwerken stammen uit 1833. Een deel hiervan is, na de ontmanteling in 1919, behouden en in 1957 gerestaureerd. Aan de noordzijde bevindt zich nog een bastion met kruitmagazijn uit 1839. Aan de westzijde bevindt zich een bastion met schietkat, en daarvoor een enveloppe met escarpe.
- Het voormalig Arsenaal aan Haven 54 stamt uit 1771-1777 en werd ontworpen door Philip Willem Schonck in Lodewijk XVI-stijl. Het bestaat uit vier vleugels rond een vierkante binnenplaats. Het beeldhouwwerk, waaronder het wapen van het Gewest Holland voorzien van oorlogstrofeeën, werd vervaardigd door Guilliam Carrier.
- De voormalige Hoofdwacht, aan de Venestraat 1, was het poortgebouw voor het arsenaal. Het rechthoekige gebouw in Lodewijk XVI-stijl stamt uit 1791.
- De voormalige Marktkazerne aan Venestraat 3 is een gebouw in Empirestijl uit 1821.
- Het voormalig wachthuis aan het W. Muldersplein 1 is een gebouwtje uit 1836.
- De voormalige garnizoensbakkerij aan Haven 18 is een monumentaal 19e-eeuws gebouw met schilddak.

### Woonhuizen
De oudste voorgevels in Geertruidenberg zijn 17e-eeuws, maar de kern kan ouder zijn. Zo dateert de kern van het huis Markt 34 van omstreeks 1400, terwijl het voorhuis en de verdieping uit 1540 stammen. In dit huis zijn muurschilderingen aanwezig die voorstellingen uit het lijden van Christus weergeven. Ook zijn er oude kelders. Het uit twee samengevoegde huizen bestaande gebouw heeft trapgevels uit omstreeks 1600.
Omtrent het huis De Rogh aan Markt 8 wordt in 1492 bericht. Markt 6 en 8 samen heetten toen: Den Wildeman en Filips de Schone werd hier op 11 december van dat jaar gehuldigd. De naam De Rogh voor Markt 8 werd in 1655 voor het eerst genoemd. In 1999 werd een bouwhistorische verkenning uitgevoerd, waarbij muurschilderingen in secco uit omstreeks 1530 werden ontdekt. Deze waren religieus van karakter, zodat de betreffende ruimte wellicht als kapel heeft gediend. De schilderingen werden, evenals het huis, gerestaureerd van 2001-2005.
Het huis De Roos, aan Markt 46, wordt in het lemma van het desbetreffende museum beschreven.
Monumentale woonhuizen in diverse stijlen zijn er vooral te vinden aan de Markt, de Koestraat, en de Vismarktstraat. Aan de Haven staan enkele 19e-eeuwse pakhuizen.
Kaart van het oude centrum van Geertruidenberg, met de vestinggordel.

### Monumenten
Een deel van Geertruidenberg is een beschermd dorpsgezicht.
Zie ook
- Lijst van rijksmonumenten in Geertruidenberg (plaats)
- Lijst van gemeentelijke monumenten in Geertruidenberg

## Musea
Museum De Roos, een museum voor stadsgeschiedenis, in een historisch pand aan Markt 46.

## Economie
In Geertruidenberg staat de Dongecentrale (1919), later gevolgd door de veel grotere Amercentrale (1952), die voor een belangrijk deel verantwoordelijk is voor de opwekking van elektriciteit in Zuid-Nederland. Met de restwarmte van de Amercentrale wordt een kassengebied verzorgd. Van 1867-1938 bevond zich in Geertruidenberg ook een suikerfabriek, en wel die van Heere & Co..

## Natuur en landschap
Geertruidenberg ligt aan de monding van de Donge. Deze stroomt in de Bergsche Maas, die vervolgens overgaat in de Amer. Aan de overzijde ligt de Biesbosch, waarheen rondvaartboten varen. Naar het westen toe vindt men grootschalige landbouwpolders en in oostelijke richting ligt de kom van Raamsdonksveer.

## Onderwijs
Er zijn verschillende basisscholen in Geertruidenberg:
- R.K. Basisschool De Vuurvlinder
- Neutrale Basisschool De Biekorf

## Verenigingen
Er zijn diverse verenigingen in Geertruidenberg zoals:
- Voetbalvereniging F.C. Right-oh
- Tennisvereniging Hier-O
- Basketbalvereniging Agathos
- Carnavalsstichting Geertruidenberg
- Badmintonvereniging BV Mash
- Muziekvereniging Apollo
- Amateur Bierbrouwersgilde Geertruydenberg
- Oudheidkundige Kring 'Geertruydenberghe'
- Carnavalsvereniging de Lamme Tak
- Dartvereniging Den Berg
- Stichting Winterfair Geertruidenberg

## Voorzieningen
Geertruidenberg beschikt over de volgende voorzieningen:
- Theater: De Schattelijn
- Verpleeghuis de Riethorst & hoge veer & Mauritsstate
- VVV Kantoor Geertruidenberg
- Zwembad: De Schans
- Supermarkt en diverse kleine winkels

## Verkeer en vervoer
Geertruidenberg is bereikbaar via de A27, de A59 en de N623.

### Openbaar vervoer
Geertruidenberg is per openbaar vervoer van Arriva bereikbaar per bus met:
- lijn 174: Made - Geertruidenberg - Raamsdonksveer - Raamsdonk - Waspik - Sprang-Capelle - Waalwijk - Drunen - Wijk en Aalburg (streekbus)
- lijn 229: Raamsdonksveer - Geertruidenberg - Hank - Dussen - Almkerk (buurtbus)
- lijn 370: Etten-Leur - Breda - Teteringen - Oosterhout - Raamsdonksveer - Geertruidenberg (Bravodirect)
- lijn 380: Oud Gastel - Oudenbosch - Hoeven - Etten-Leur - Breda - Oosterhout - Raamsdonksveer - Geertruidenberg (Bravodirect)
- lijn 682: Andel - Nieuwendijk - Hank - Raamsdonksveer - Geertruidenberg - Made - Wagenberg (schoolbus)

## Geboren in Geertruidenberg
- Wilhelmus Johannes Mosselman (1884-1943), militair van het Indische leger
- Herman Scholtens (1904-1974), tussen 1940 en 1969 burgemeester van Weerselo
- Hans Snoek (1910-2001), danseres en danspedagoge; oprichtster van het Scapino Ballet
- Willem Sassen (1918-2002), oorlogsmisdadiger (overleden in Chili)
- Jan Derksen (1919-2011), wielrenner
- Gom van Strien (1951), politicus
- Gebroeders Ko (Ton (1965) en Gerard Koopmans), feestmuzikanten

## Trivia
- In 2008 was Geertruidenberg het decor voor de opnames van de televisieserie Wolfseinde van Omroep Brabant. Op diverse locaties werd gefilmd voor het 26-delige regiodrama.
- Geertruidenberg heeft een schutterij.
- De Bergsche Maas is vernoemd naar Geertruidenberg.
- De Nederlandse koning voert de adellijke titel Heer van Geertruidenberg. Zie Titels van de Nederlandse koninklijke familie.

## Galerij

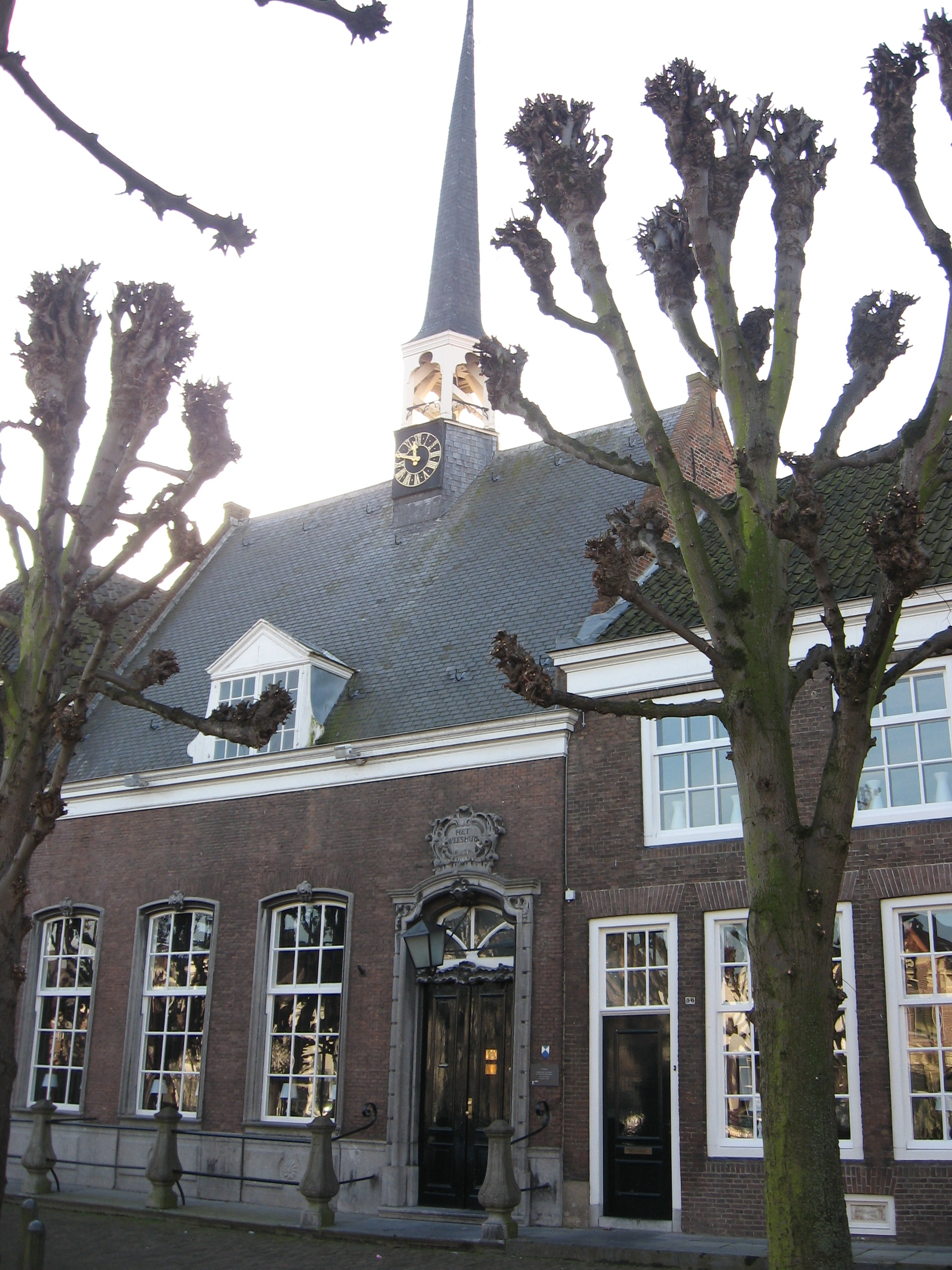
Voormalig weeshuis
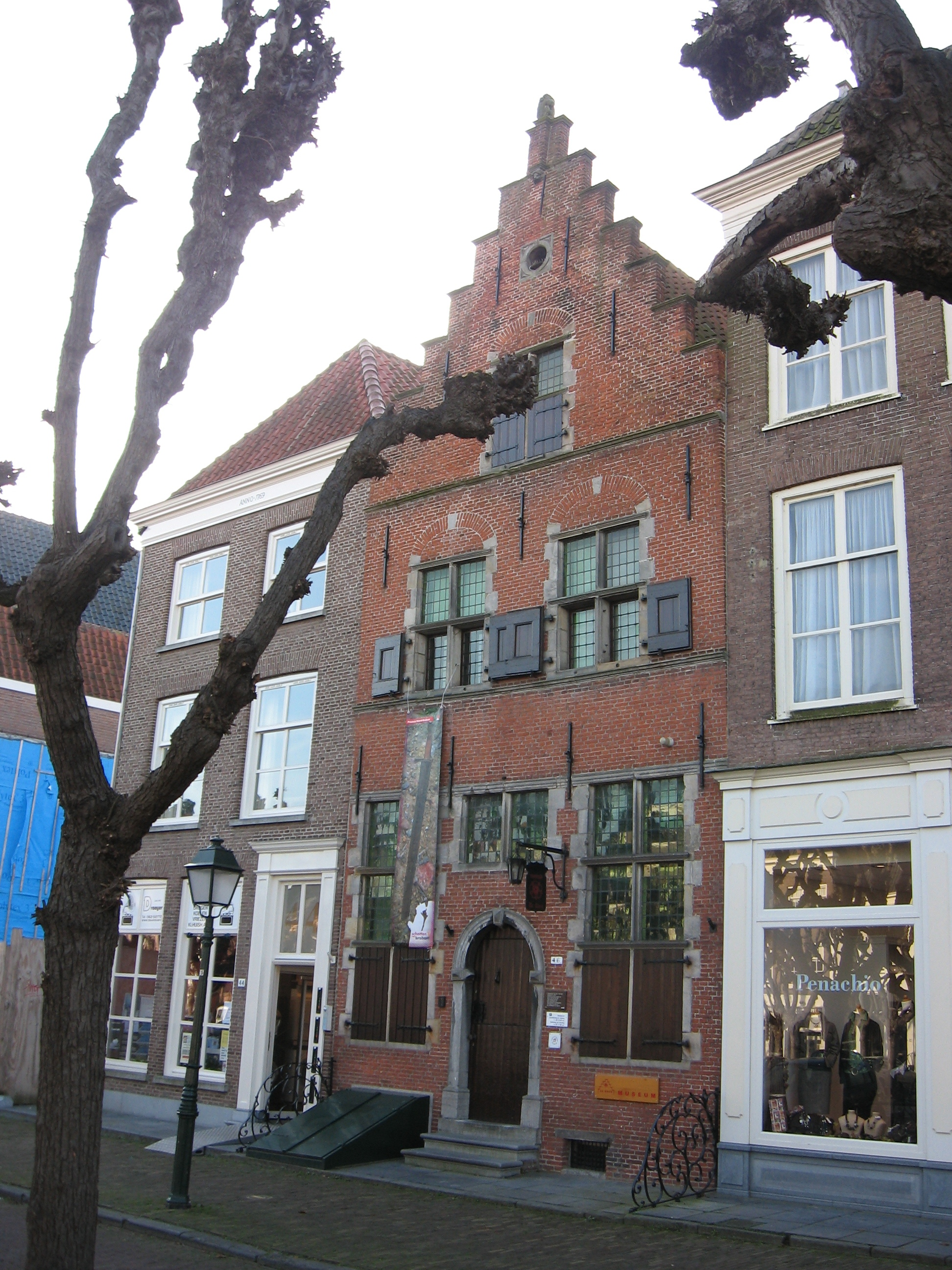
Museum de Roos en VVV
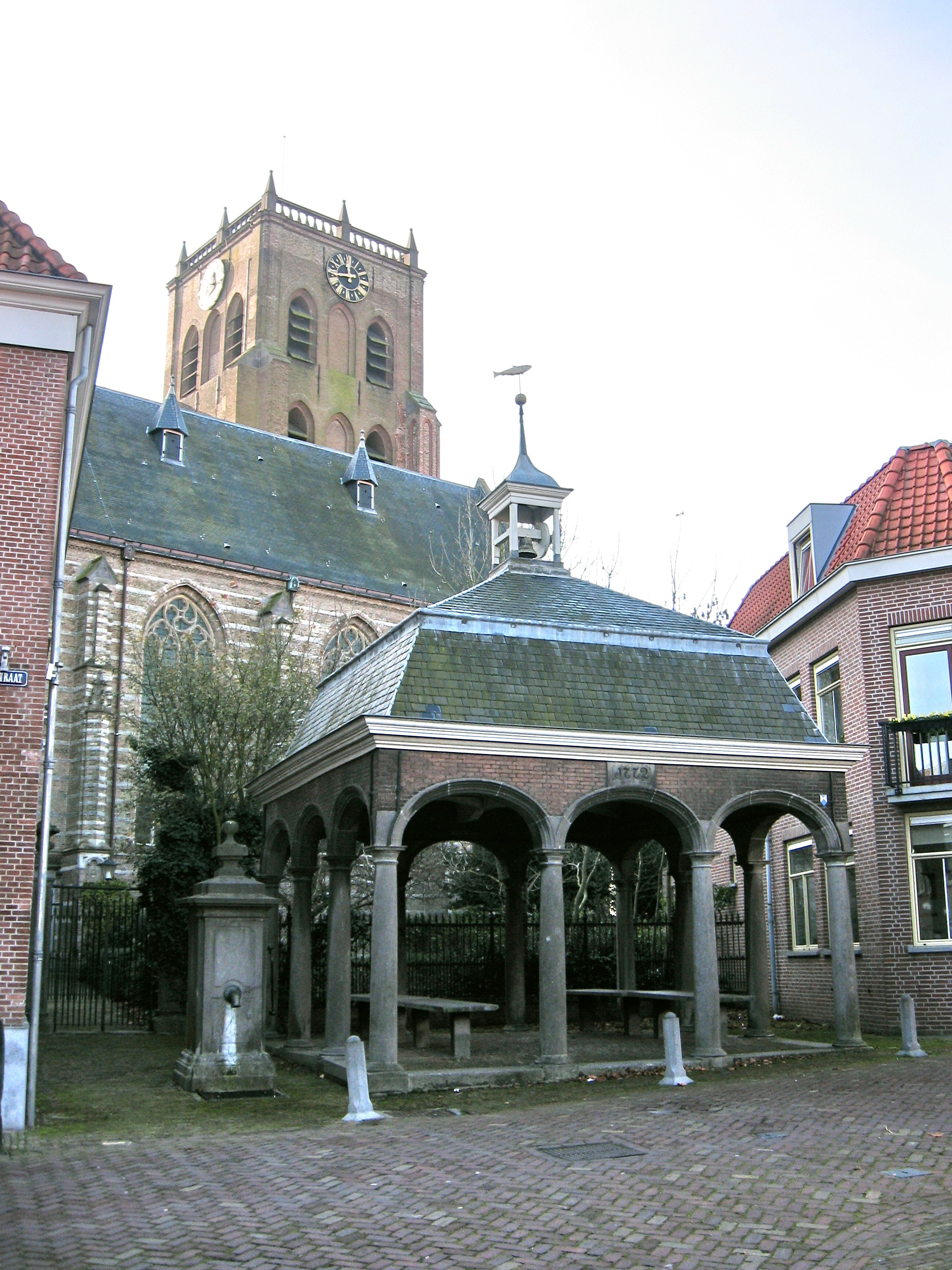
Vismarkt